# Représentations diplomatiques au Guatemala

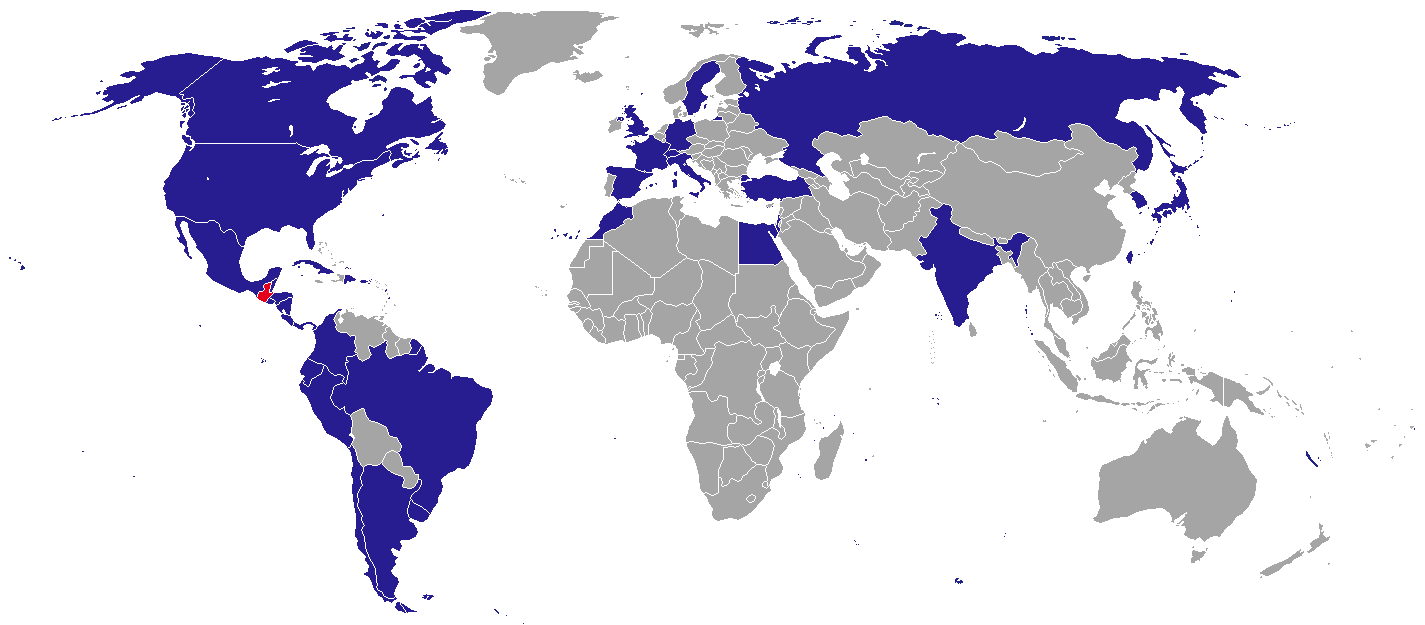
Carte des représentations diplomatiques au Guatemala

Voici une liste des représentations diplomatiques au Guatemala. Il y a actuellement 37 ambassades à Guatemala.

## Ambassades
| - Allemagne - Argentine - Belize - Brésil - Canada - Chili - Colombie - Corée du Sud - Costa Rica - Cuba - Égypte - Équateur - Espagne - États-Unis - France - Honduras - Inde - Israël - Italie | - Japon - Maroc - Mexique - Nicaragua Ordre souverain de Malte - Panama - Pérou - Russie - République dominicaine - Royaume-Uni - Salvador - Suède - Suisse - Taïwan - Turquie - Uruguay - Vatican - Venezuela |

## Consulates au Guatemala

### Consulat àFlores
- Mexique

### Consulat àQuetzaltenango
- Mexique

### Consulat à Tecún Umán ville
- Mexique

### Autres missions
- Autriche (Bureau d'ambassade)
- Union européenne (Délégation)

## Ambassades accréditées

### Bridgetown
- Barbade

### La Havane
- Birmanie
- Cambodge
- Dominique
- Éthiopie
- Guinée
- Guinée-Bissau
- Guinée équatoriale
- Laos
- Mali
- Mozambique
- Suriname

### Lisbonne
- Macao

### Managua
- Palestine

### Mexico
- Afrique du Sud
- Algérie
- Angola
- Arabie saoudite
- Australie
- Autriche
- Azerbaïdjan
- Bangladesh
- Belgique
- Bolivie
- Bulgarie
- Chypre
- Côte d'Ivoire
- Danemark
- Émirats arabes unis
- Finlande
- Géorgie
- Grèce
- Haïti
- Hongrie
- Indonésie
- Irak
- Iran
- Irlande
- Jordanie
- Kazakhstan
- Koweït
- Liban
- Libye
- Malaisie
- Norvège
- Nouvelle-Zélande
- Ouzbékistan
- Pakistan
- Paraguay
- Pays-Bas
- Philippines
- Pologne
- Portugal
- Roumanie
- Serbie
- Slovaquie
- Thaïlande
- Ukraine
- Viêt Nam

### New York
- Bahamas
- Brunei
- Comores
- Estonie
- Eswatini
- États fédérés de Micronésie
- Ghana
- Hong Kong
- Kenya
- Îles Marshall
- Lesotho
- Maldives
- Nauru
- Sierra Leone
- Somalie
- Soudan du Sud
- Tuvalu
- Vanuatu
- Yémen

### Reykjavik
- Islande

### San José
- Trinité-et-Tobago

### San Salvador
- Qatar

### Washington
- Afghanistan
- Albanie
- Fidji
- Kirghizistan
- Oman
- Ouganda
- République centrafricaine
- Saint-Christophe-et-Niévès
- Saint-Marin
- Saint-Vincent-et-les-Grenadines
- Sainte-Lucie
- Sénégal
- Soudan
- Tadjikistan
- Tchad
- Togo
- Tunisie
- Turkménistan
- Zambie
- Zimbabwe

## Anciennes ambassades
- Norvège
- Pays-Bas